# Фрасинето
Фрасинѐто (на италиански: Frassinetto; на пиемонтски: Frassinè, Фрасине, на окситански: Frasinej, Фрасиней) е село и община в Метрополен град Торино, регион Пиемонт, Северна Италия. Разположено е на 1050 m надморска височина. Към 1 януари 2020 г. населението на общината е 263 души, без чужди граждани.